# Single numer jeden w roku 1972 (USA)
Lista przebojów Hot 100 przedstawia najlepiej sprzedające się single w Stanach Zjednoczonych. Publikowane jest przez czasopismo „Billboard”, a dane kompletowane są przez Nielsen SoundScan w oparciu o cotygodniowe wyniki sprzedaży cyfrowej oraz fizycznej singli, a także częstotliwość emitowania piosenek na antenach stacji radiowych.
| Data publikacji | Piosenka                              | Artysta            |
| --------------- | ------------------------------------- | ------------------ |
| 1 stycznia      | „Brand New Key”                       | Melanie Safka      |
| 8 stycznia      | „Brand New Key”                       | Melanie Safka      |
| 15 stycznia     | „American Pie”                        | Don McLean         |
| 22 stycznia     | „American Pie”                        | Don McLean         |
| 29 stycznia     | „American Pie”                        | Don McLean         |
| 5 lutego        | „American Pie”                        | Don McLean         |
| 12 lutego       | „Let’s Stay Together”                 | Al Green           |
| 19 lutego       | „Without You”                         | Harry Nilsson      |
| 26 lutego       | „Without You”                         | Harry Nilsson      |
| 4 marca         | „Without You”                         | Harry Nilsson      |
| 11 marca        | „Without You”                         | Harry Nilsson      |
| 18 marca        | „Heart of Gold”                       | Neil Young         |
| 25 marca        | „A Horse with No Name”                | America            |
| 1 kwietnia      | „A Horse with No Name”                | America            |
| 8 kwietnia      | „A Horse with No Name”                | America            |
| 15 kwietnia     | „The First Time Ever I Saw Your Face” | Roberta Flack      |
| 22 kwietnia     | „The First Time Ever I Saw Your Face” | Roberta Flack      |
| 29 kwietnia     | „The First Time Ever I Saw Your Face” | Roberta Flack      |
| 6 maja          | „The First Time Ever I Saw Your Face” | Roberta Flack      |
| 13 maja         | „The First Time Ever I Saw Your Face” | Roberta Flack      |
| 20 maja         | „The First Time Ever I Saw Your Face” | Roberta Flack      |
| 27 maja         | „Oh Girl”                             | The Chi-Lites      |
| 3 czerwca       | „I’ll Take You There"                 | The Staple Singers |
| 10 czerwca      | „The Candy Man”                       | Sammy Davis Jr.    |
| 17 czerwca      | „The Candy Man”                       | Sammy Davis Jr.    |
| 24 czerwca      | „The Candy Man”                       | Sammy Davis Jr.    |
| 1 lipca         | „Song Sung Blue”                      | Neil Diamond       |
| 8 lipca         | „Lean on Me”                          | Bill Withers       |
| 15 lipca        | „Lean on Me”                          | Bill Withers       |
| 22 lipca        | „Lean on Me”                          | Bill Withers       |
| 29 lipca        | „Alone Again (Naturally)”             | Gilbert O’Sullivan |
| 5 sierpnia      | „Alone Again (Naturally)”             | Gilbert O’Sullivan |
| 12 sierpnia     | „Alone Again (Naturally)”             | Gilbert O’Sullivan |
| 19 sierpnia     | „Alone Again (Naturally)”             | Gilbert O’Sullivan |
| 26 sierpnia     | „Brandy (You're a Fine Girl)”         | Looking Glass      |
| 2 września      | „Alone Again (Naturally)”             | Gilbert O’Sullivan |
| 9 września      | „Alone Again (Naturally)”             | Gilbert O’Sullivan |
| 16 września     | „Black and White”                     | Three Dog Night    |
| 23 września     | „Baby, Don't Get Hooked on Me”        | Mac Davis          |
| 30 września     | „Baby, Don't Get Hooked on Me”        | Mac Davis          |
| 7 października  | „Baby, Don't Get Hooked on Me”        | Mac Davis          |
| 14 października | „Ben”                                 | Michael Jackson    |
| 21 października | „My Ding-a-Ling”                      | Chuck Berry        |
| 28 października | „My Ding-a-Ling”                      | Chuck Berry        |
| 4 listopada     | „I Can See Clearly Now”               | Johnny Nash        |
| 11 listopada    | „I Can See Clearly Now”               | Johnny Nash        |
| 18 listopada    | „I Can See Clearly Now”               | Johnny Nash        |
| 25 listopada    | „I Can See Clearly Now”               | Johnny Nash        |
| 2 grudnia       | „Papa Was a Rollin’ Stone”            | The Temptations    |
| 9 grudnia       | „I Am Woman”                          | Helen Reddy        |
| 16 grudnia      | „Me and Mrs. Jones”                   | Billy Paul         |
| 23 grudnia      | „Me and Mrs. Jones”                   | Billy Paul         |
| 30 grudnia      | „Me and Mrs. Jones”                   | Billy Paul         |